# لشکر ۱۶ زرهی قزوین

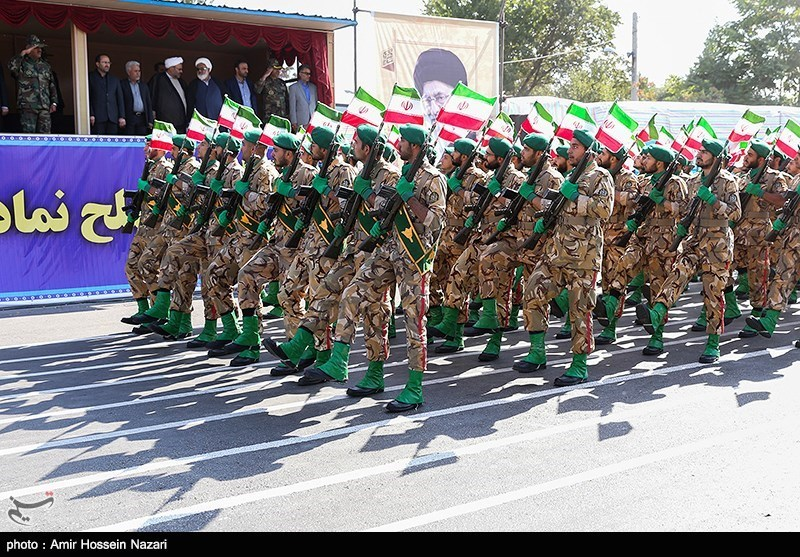
رژه نیروهای لشکر ۱۶ زرهی به‌مناسبت سالگرد جنگ ایران و عراق در سال ۱۳۹۸، قزوین

لشکر ۱۶ زرهی قزوین از لشکرهای رزمی زرهی نیروی زمینی ارتش ایران است، که قرارگاه فرماندهی آن در قزوین قرار دارد. تیپ‌های تابعه لشکر ۱۶ زرهی شامل؛ تیپ ۱۱۶ پیاده مکانیزه قزوین، تیپ ۲۱۶ زرهی زنجان، تیپ ۳۱۶ زرهی همدان است. لشکر ۱۶ زرهی قزوین پس از لشکر ۹۲ زرهی اهواز، دومین لشکر زرهی بزرگ ایران، خاورمیانه و غرب آسیا است و دارای ۳۶۷ عراده تانک، ۳۵۰ دستگاه نفربر زرهی، ۶۰ واحد توپخانه، ۳۸ فروند بالگرد و ۲۶ هزار نفر نیروی انسانی می‌باشد.
لشکر ۱۶ زرهی قزوین در سال ۱۳۴۲ توسط نیروی زمینی شاهنشاهی ایران تأسیس شد. این لشکر در طول جنگ ایران و عراق از یگان‌های عمل‌کننده ارتش به‌شمار می‌آمد و در عملیات‌های نصر، ثامن‌الائمه، طریق‌القدس، بیت‌المقدس و فتح‌المبین، رمضان، والفجر مقدماتی، والفجر ۱ و خیبر شرکت داشت. هم‌اکنون سرتیپ‌دوم علی کریمی فرماندهی لشکر ۱۶ زرهی قزوین را برعهده دارد.

## تاریخچه
لشکر ۱۶ زرهی قزوین در سال ۱۳۴۲ با تعداد چند یگان که از تیپ اصفهان، تیپ مراغه و تیپ کرمانشاه منتزع شده بودند، توسط ارتش شاهنشاهی ایران تشکیل شد. این یگان در سال ۱۳۴۹ با واگذاری ادوات و تجهیزات مورد نیاز توسط نیروی زمینی شاهنشاهی ایران، به‌طور رسمی تحت عنوان لشکر ۱۶ زرهی قزوین فعالیت خود را آغاز نمود. لشکر ۱۶ زرهی در خلال جنگ ایران و عراق در ۲۴ عملیات شرکت داشت.

## سازمان
پس از اجرای «طرح ثامن‌الائمه نزاجا»، تیپ‌های زیر نظر لشکر ۱۶ زرهی قزوین، از نظر عملیاتی مستقل شدند و نقش قرارگاه مرکزی این لشکر، فرماندهی تاکتیکی تیپ‌های تابعه می‌باشد.

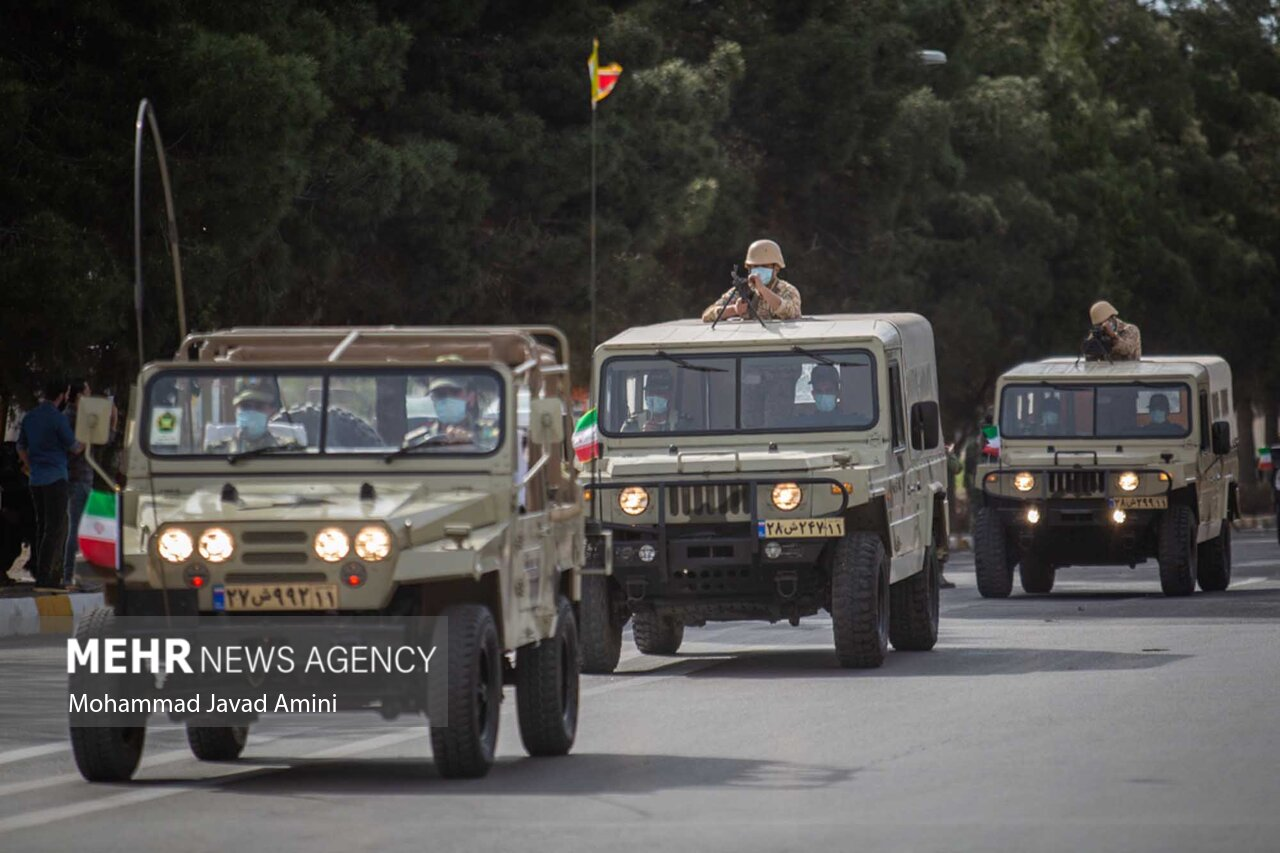
رژه ستون خودرویی لشکر ۱۶ زرهی در سال ۱۴۰۱، قزوین

- قرارگاه تاکتیکی لشکر ۱۶ زرهی قزوین
- تیپ ۱۱۶ پیاده مکانیزه قزوین
- تیپ ۲۱۶ زرهی زنجان
- تیپ ۳۱۶ زرهی همدان[۸]

## جنگ ایران و عراق
لشکر ۱۶ زرهی قزوین در طول جنگ ایران و عراق، در اغلب عملیات‌های گسترده و نیمه‌گسترده، به‌عنوان یگان عمل‌کننده نیروی زمینی ارتش ایران، در نبردها حضور داشت. عملیات‌های گسترده‌ای که لشکر ۱۶ زرهی در آن‌ها شرکت داشت:
- عملیات نصر
- عملیات ثامن‌الائمه
- عملیات طریق‌القدس
- عملیات بیت‌المقدس
- عملیات فتح‌المبین
- عملیات رمضان
- عملیات والفجر مقدماتی
- عملیات والفجر ۱[۹]
- عملیات خیبر[۱۰]